# Plánovací komise pro hlavní město Prahu a okolí
Plánovací komise pro hlavní město Prahu a okolí (Planungskommission für die Hauptstadt Prag und Umgebung) byl hlavní orgán zajišťující plánování rozvoje města působící v Praze od roku 1940. Vznikla na základě vládního nařízení č. 48/1940 Sb. a navazovala na fungování předválečné Státní regulační komise. Jejím předsedou byl jmenován z Německa povolaný prof. arch. Reinhold Niemeyer, většina členů komise byli národnostně Češi, menší, ale v hierarchii komise zásadnější část byla německá. Oproti Státní regulační komisi byla oblast působnosti této komise značně zvětšena, do její pravomoci spadalo okolí centra města do vzdálenosti cca 50 km. Značná část plánů komise zůstala nicméně pouze ve stádiu příprav projektu díky válečnému nedostatku a postupnému zákazu výstavby a obecně plánování. Především v 60. a 70. letech se nicméně na některé z plánů navázalo.

## Významná témata
- Severojižní tranverzála - jeden z vývojových mezičlánků pozdější severojižní magistrály, a to včetně řešení podoby Nuselského mostu.
- Přestavba železničního uzlu Praha - přebudování nevyhovujícícho a chaotického systému vycházejícího z původního provozu devíti nezávislých železničních společností s vlastními nádražími. Plánovací práce nakonec nasměrovaly komisi k řešení s hlavním nádražím v poloze mírně posunuté vůči dnešní (a tehdejší) poloze hlavního nádraží.
- Podzemní dráha - návaznost na předválečné projekty výstavby metra a jeden z inspiračních zdrojů pozdější realizované podoby sítě metra v Praze
- Napojení na dálniční síť včetně plánů monumentálního dálničního mostu na Zlíchově
- Monumentální přestavba centra města
- "Očištění" města od symbolů jeho československé identity a nahrazení symboly spojovanými s identitou Německou - příkladem byl například plán na obnovu Mariánského sloupu na Staroměstském náměstí či pomníku Maršála Radeckého na Malé Straně[2] či nahrazení Obecního domu novým objektem.
- Systém zásobování Prahy vodou

## Členové komise

### Složení na začátku existence
- prof. arch. Reinhold Niemeyer (předseda)
- doc. arch. Hermann Wunderlich (první místopředseda)
- prof. Alois Mikuškovic (druhý místopředseda)
- prof. Ing. Ota Veletovský
- prof. Dr. Pavel Smetana
- Ing. arch. Rudolf Benš
- Ing. arch. Josef Karel Říha
- arch. Maxim Šimáček
- Ing. Karel Cózl
- JUDr. Josef Mikuláš
- Ing. Otakar Podhajský
- Dr. Rudolf Richter

### Další významní členové
- prof. Dr. Čančík
- arch. Max Urban
- arch. Jiří Novotný
- arch. Jan Sokol
- arch. Emanuel Hruška
- Erich Langhammer
- Eugen Blanck
- Richard Vašata-Berchtold